# Municipio de Clinton (condado de Wayne, Ohio)
El municipio de Clinton (en inglés: Clinton Township) es un municipio ubicado en el condado de Wayne en el estado estadounidense de Ohio. En el año 2010 tenía una población de 3081 habitantes y una densidad poblacional de 42,75 personas por km².

## Geografía
El municipio de Clinton se encuentra ubicado en las coordenadas 40°42′15″N 82°3′28″O / 40.70417, -82.05778. Según la Oficina del Censo de los Estados Unidos, el municipio tiene una superficie total de 72.07 km², de la cual 71.66 km² corresponden a tierra firme y (0.57%) 0.41 km² es agua.

## Demografía
Según el censo de 2010, había 3081 personas residiendo en el municipio de Clinton. La densidad de población era de 42,75 hab./km². De los 3081 habitantes, el municipio de Clinton estaba compuesto por el 98.09% blancos, el 0.19% eran afroamericanos, el 0.16% eran amerindios, el 0.23% eran asiáticos, el 0.06% eran isleños del Pacífico, el 0.29% eran de otras razas y el 0.97% pertenecían a dos o más razas. Del total de la población el 0.62% eran hispanos o latinos de cualquier raza.